# تام گربه
توماس جاسپر «تام» گربه (به انگلیسی: Thomas Jasper "Tom" Cat) یکی شخصیت کارتونی آمریکایی و یکی از دو قهرمانان اصلی (دیگری جری موش) در مجموعه فیلم پویانمایی‌های کوتاه تام و جری از مترو گلدوین میر است. این شخصیت توسط ویلیام هانا و جوزف باربرا خلق شده است. او یگ گربه بریتیش تاکسیدو مو کوتاه خانگی به رنگ خاکستری و سفید است که نخستین بار در پویانمایی کوتاه گربه چکمه را می‌گیرد محصول ام‌جی‌ام در سال ۱۹۴۰ ظاهر شد. این گربه در اولین حضورش در فیلم کوتاه با نام «جاسپر» شناخته می‌شد. با این حال، با حضور بعدی خود در میان‌وعده نیمه‌شب، او به عنوان «تام» یا «توماس» شناخته می‌شد.